# Гатон (граф Эль-Бьерсо)
Гато́н Рами́рес (исп. Gatón Ramirez; умер после 6 июня 878) — первый граф Эль-Бьерсо (853—не ранее 878) и Асторги (854 — не ранее 878), активный участник Реконкисты.

## Биография
Гатон, согласно сведениям испано-мусульманского историка Ибн Идари, был вторым сыном от первого брака короля Астурии Рамиро I из династии Перес. Его старший брат Ордоньо I после смерти отца в 850 году наследовал астурийский престол. С самого начала своего правления возобновив войны с Кордовским эмиратом, король Ордоньо поручил Гатону отвоевание у мавров земель Лузитании, ставших впоследствии основой современной Португалии. Другого своего брата, Родриго, король назначил первым графом Бардулии (будущей Кастилии). Выполняя поручение Ордоньо I, Гатон в течение нескольких лет совершал походы против мавров. В 853 году он захватил принадлежавший мусульманам Эль-Бьерсо и был назначен королём первым графом этого города.
В 854 года граф Гатон по приказу короля Ордоньо I прибыл с небольшим войском из астурийцев и наваррцев на помощь восставшему против эмира Кордовы Мухаммада I городу Толедо. В июне эмир осадил город и начал строить осадные башни, готовясь к штурму. Видя немногочисленность войска осаждающих, толедцы во главе с Гатоном совершили нападение на лагерь эмирского войска, но, завлечённые в засаду, подготовленную Мухаммадом I, были окружены и почти все погибли. Графу Эль-Бьерсо с трудом удалось спастись бегством. Число погибших мятежников, по словам хронистов, составило 8 000 человек. Однако и войско эмира Кордовы понесло серьёзные потери, что заставило Мухаммада I снять осаду и возвратиться в Кордову. В знак своей победы эмир приказал выставить на городских стенах своей столицы отрубленные головы мятежников, а некоторые из них отправил правителям нескольких северо-африканских мусульманских княжеств как доказательство своей власти и силы.
Несмотря на поражение при Толедо, Гатон и в дальнейшим продолжал активно действовать против мавров. Как первый граф Эль-Бьерсо, он сделал свои владения форпостом для дальнейшего наступления христиан на земли мусульман в северо-западных районах Пиренейского полуострова. Активно способствуя переселению в свои владения как христиан из Астурии и Галисии, так и мосарабов из приграничных областей Кордовского эмирата, Гатон во главе отрядов этих колонистов в течение 850-х—860-х годов значительно расширил территории, находившиеся под контролем королевства Астурия. Уже в 854 году он содействовал Ордоньо I в установлении контроля над Асторгой, первым правителем которой Гатон был назначен, в 856 году участвовал в повторном заселении города Леона, а позднее способствовал основанию христианских поселений в окрестностях Саморы.
В последний раз в исторических источниках Гатон Рамирес упоминается в хартии короля Астурии Альфонсо III Великого, датированной 6 июня 878 года. Предполагается, что вскоре после этого граф Эль-Бьерсо и Асторги скончался.
Граф Гатон был женат на Эгилоне, происхождение которой неизвестно. Детьми от этого брака были:
- граф Бермудо Гатонес
- Саварик II — епископ Мондоньедо[нем.] (907—922)
- Эрмесинда Гатонис[исп.] — с около 865 года жена первого графа Коимбры Эрменгильдо Гутьерреса (умер в 920)
- Патруино Гатонес